# سبزقبا
سَبزقَباها (نام علمی: Coraciidae) تیره‌ای از پرندگان بر قدیم و از خویشاوندان «زنبورخوار» و «ماهی خورک» می‌باشند. آن‌ها اندامی محکم و ظاهری شبیه به زاغ کبود دارند. طول بدنشان حداقل به ۲۲ و حداکثر به ۳۲ سانتیمتر می‌رسد. منقارشان بلند و اندکی خمیده‌است و نوک منقارشان تا حدی به قلاب شباهت دارد. دم آن‌ها بلند و به‌صورت‌های چهارگوش یا بادبزنی شکل است. بال‌هایشان بتدریج باریک‌تر و به نقطه‌ای در انتها ختم می‌شود. پروبال انواع سبزقبا به‌طور عمده از رنگ آبی روشن، سبز و سرخ تشکیل می‌شود. در بعضی از مناطق دنیا پرندهٔ سبزقبا از زیباترین پرندگان شناخته شده‌اند. با وجود آنکه رنگ پشت سبزقبا قهوه‌ای است، بقیه پرها و بال او آبی رنگ و سبز رنگ می‌باشد. بال‌هایش آبی تیره و باقی بدنش آبی مایل به سبز است. در بعضی مناطق تمام بدن سبزقبا به رنگ سبز تیره‌است. ۲ عدد جناحی دم سبزقبا رشد فوق‌العاده دارد و به اندازه ۱۵ سانتیمتر از سایر پرهای دم بلندتر می‌شود. همچنین در بعضی از مناطق نیز رنگ سبزقبا، سبز مایل به آبی و رنگ پشتش شبیه به رنگ شاه‌بلوط است. سبزقبای هندی از سایر همجنسان خود کوچک‌تر می‌باشد. سبزقبای هندی در مناطق حاره زندگی می‌کند و رنگ پشتش قهوه‌ای و رنگ بال‌ها و دمش آبی روشن و رنگ سینه و زیر شکمش بنفش است. از این نوع سبز قباها در شمال هندوستان، جزایر سلیمان و استرالیا یافت می‌شود.
سبزقباهای نر در فصل تولید مثل٬ در حال پرواز٬ ناگهان به سمت زمین شیرجه می‌زنند و با این کار٬ ماده‌ها را شیفتهٔ خود می‌کنند.

## گونه‌ها
یازده گونه در ۲ سرده:
- سرده: سبزقباهای رنگین Coracias
  - سبزقبای وراج Coracias garrulus
  - سبزقبای حبشی Coracias abyssinicus
  - سبزقبای سینه‌یاسی Coracias caudatus
  - سبزقبای دم‌پارویی Coracias spatulatus
  - سبزقبای کاکل‌حنایی Coracias naevius
  - سبزقبای هندی Coracias benghalensis
  - سبزقبای بال‌ارغوانی Coracias temminckii
  - سبزقبای شکم‌آبی Coracias cyanogaster
- سرده: سبزقباهای دهان‌پهن Eurystomus
  - سبزقبای دارچینی Eurystomus glaucurus
  - سبزقبای گلوآبی Eurystomus gularis
  - سبزقبای لاجوردی Eurystomus azureus
  - کبوتر دلاری Eurystomus orientalis

## پراکندگی
سبزقباها پرندگانی تنها هستند و آن‌ها را در حالیکه روی شاخه‌های لخت درختان و بربالای دیوار ساختمان‌ها، رو سیم‌های تلگراف نشسته‌اند، یا در حال جست‌وخیز کردن روی زمین می‌باشند، می‌توان دید. بعضی از انواع سبزقبا مهاجر هستند و زمستان‌ها را به‌طور جمعی و به صورت دسته‌های کوچک باهم می‌گذرانند. بعضی از سبزقباهایی که در مناطق سردسیر زندگی می‌کنند گاهی در هنگام شدت سرما به مناطق حاره نیز مهاجرت می‌کنند.
در جنوب ایران نیز گونه‌های از این پرنده یافت می‌شوند؛ که با نام کارنجک شناخته می‌شود.
البته پراکندگی زیستگاه آنها در ایران وسیع است و در دسته های چندتایی در استان البرز نیز دیده میشوند.

## دیگر نام‌ها
سبزقبا گونه‌های مختلفی دارد. در جنوب ایران نیز گونه‌های از این پرنده یافت می‌شوند. در هرمزگان (روستاهای اطراف بندرعباس) آن را با نام کارنجک (ka ren jak) و در مناطقی آن را به نام خاروشک (kha Roushk)یا کاروشک(ka Rousk) و در جنوب کرمان شهر نودژ یه نام کجنگ (kajeng) می‌شناسند. نام دیگر فارسی آن کاسکینه است.درشهرستان رودان استان هرمزگان هم بانام کجنگ می شناسند

## نگارخانه

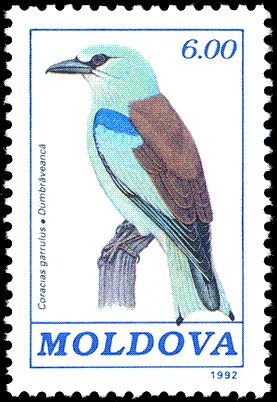
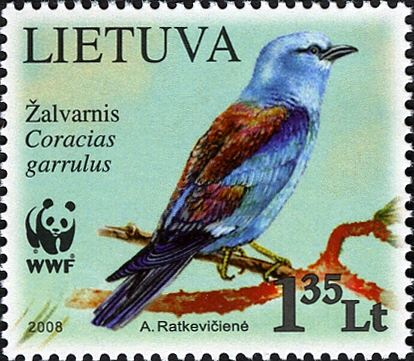
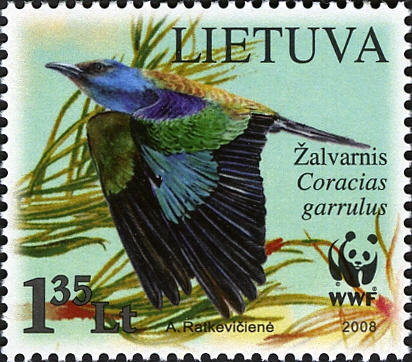
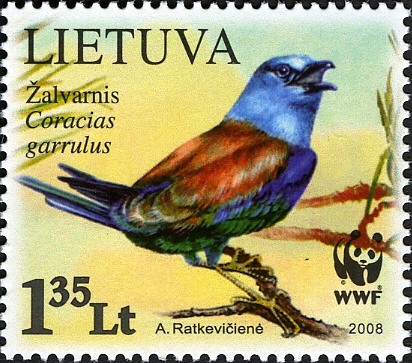
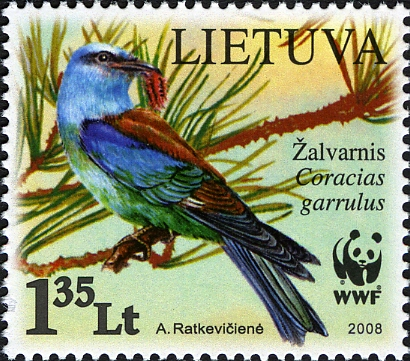
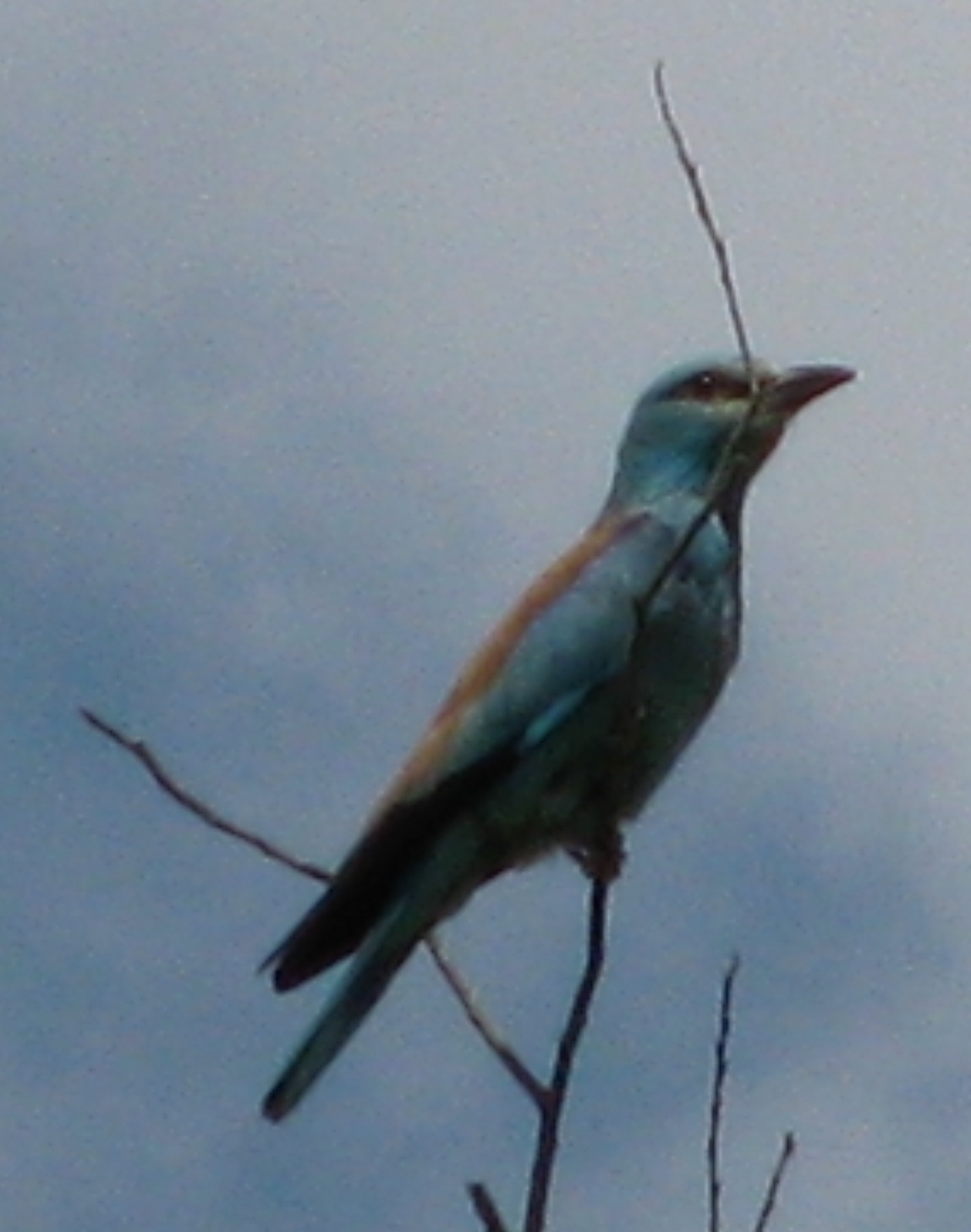
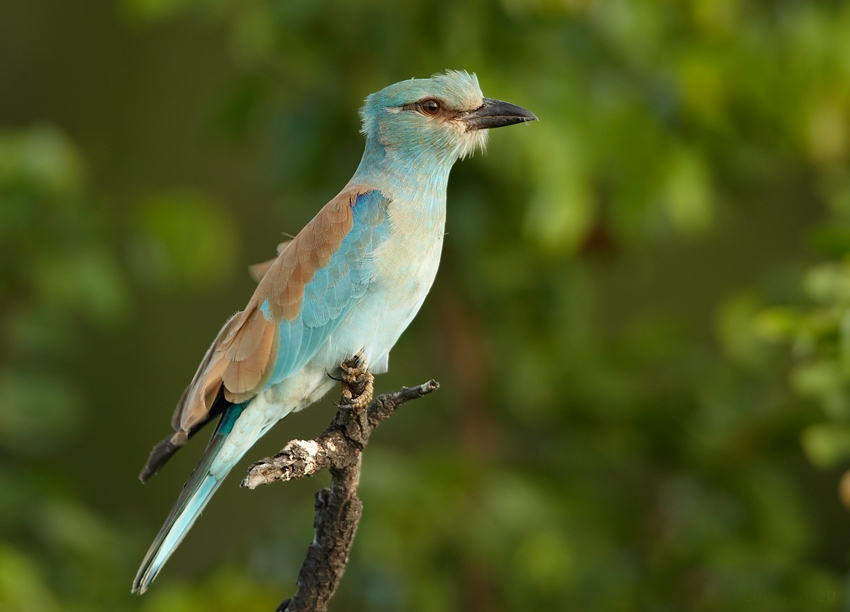
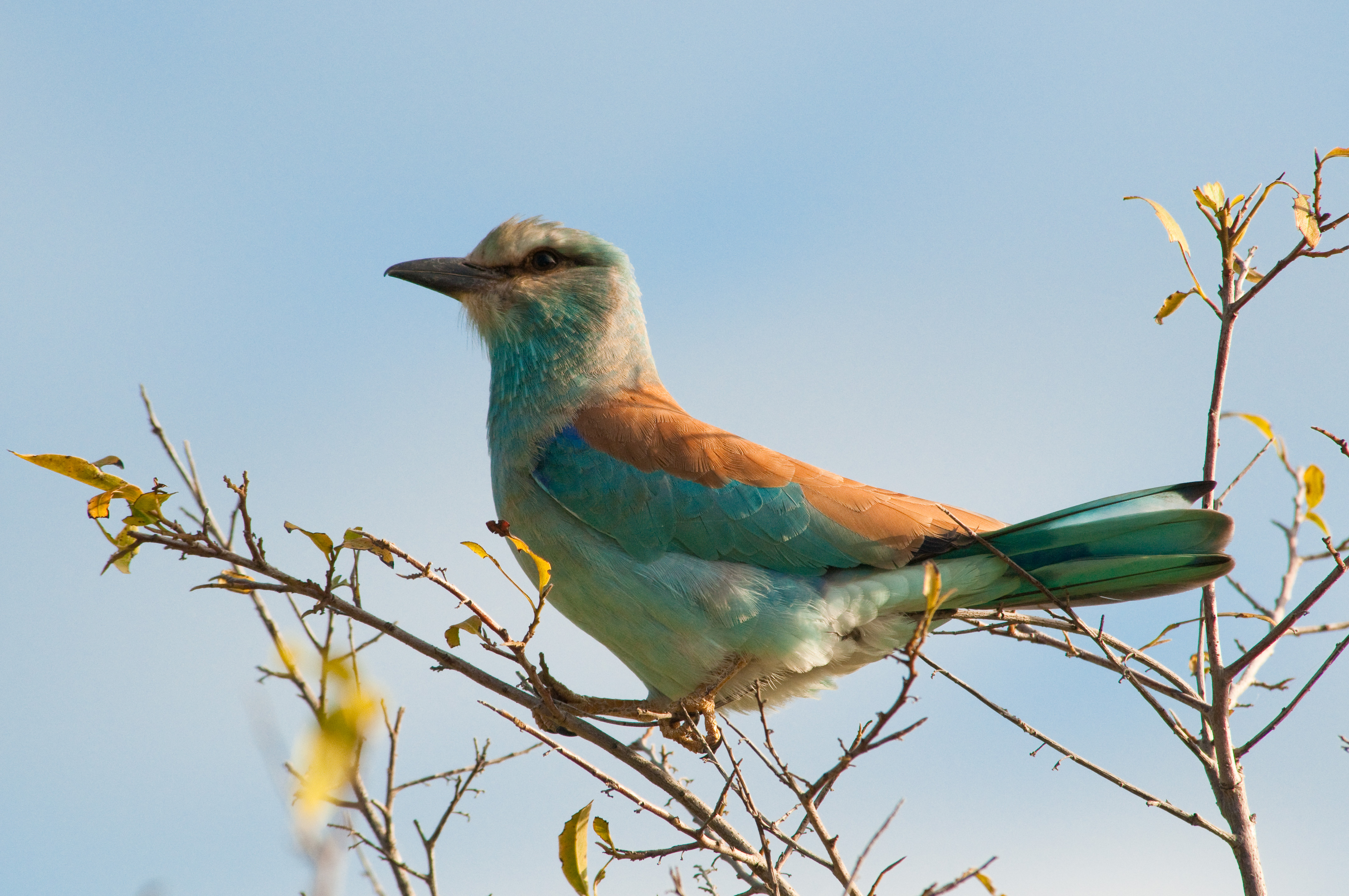
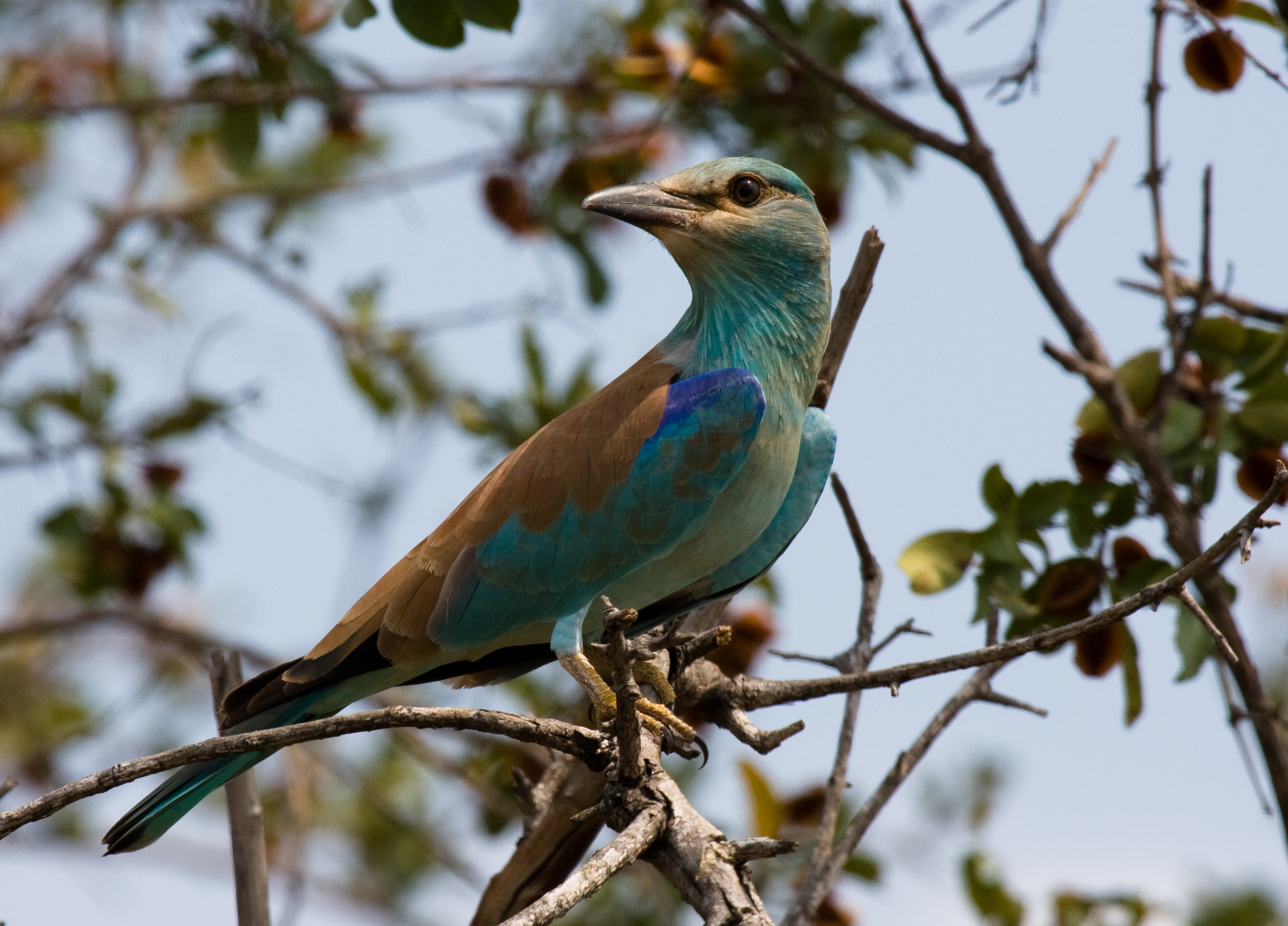
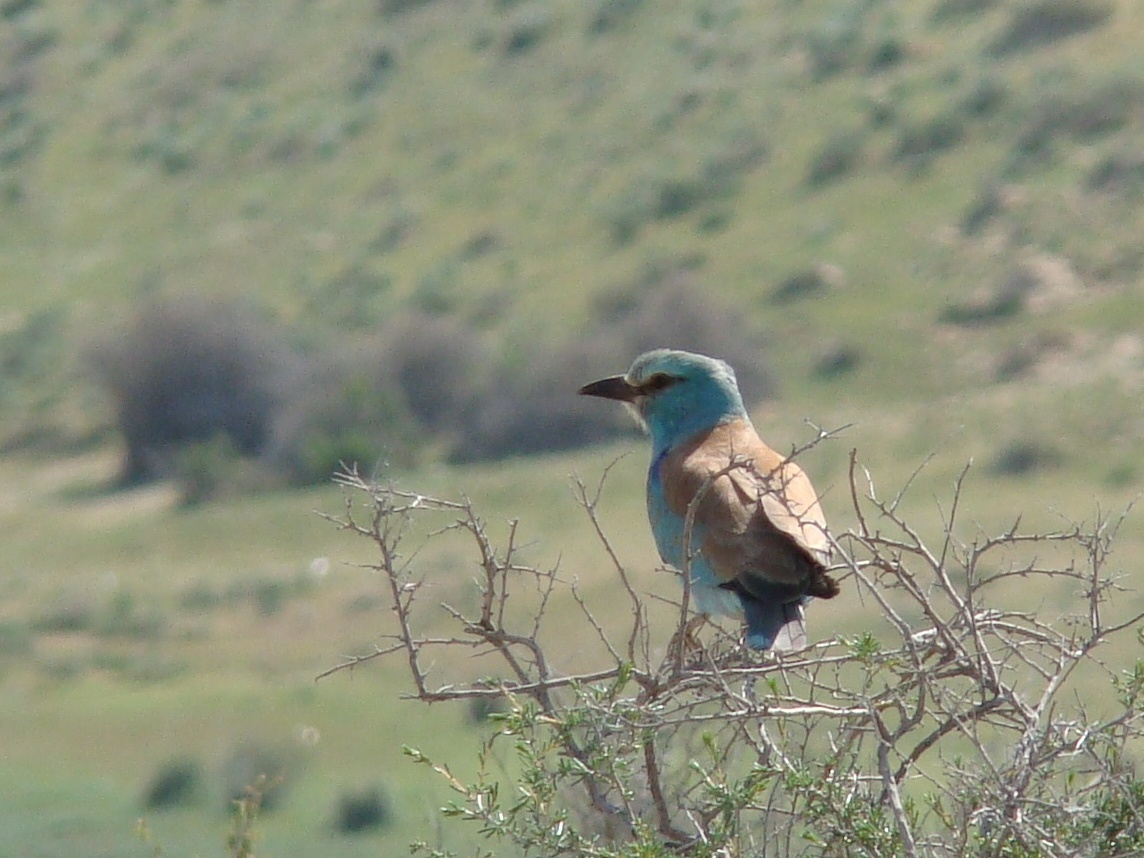
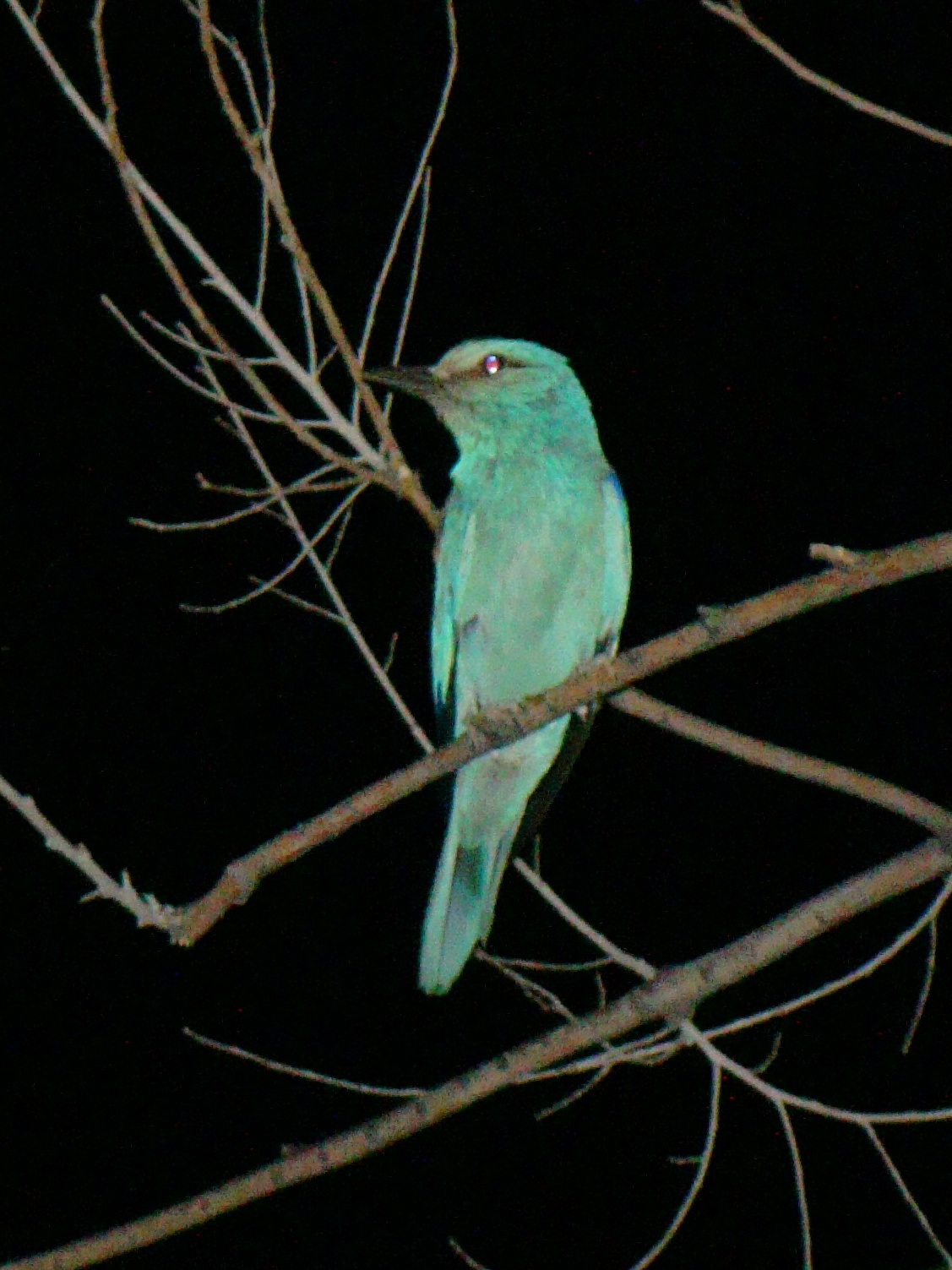
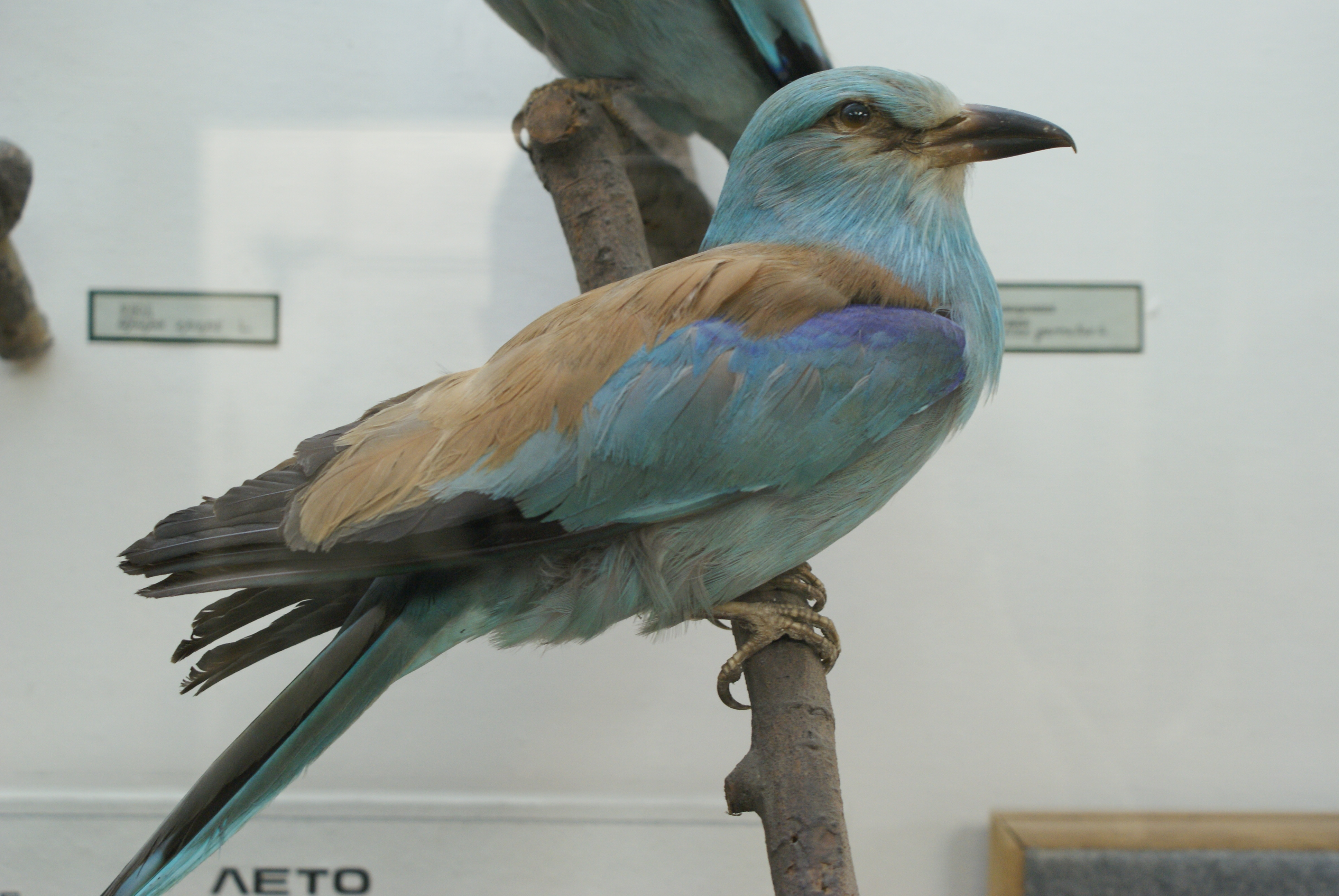
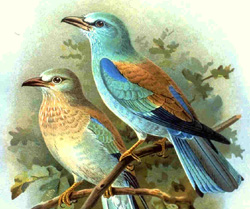
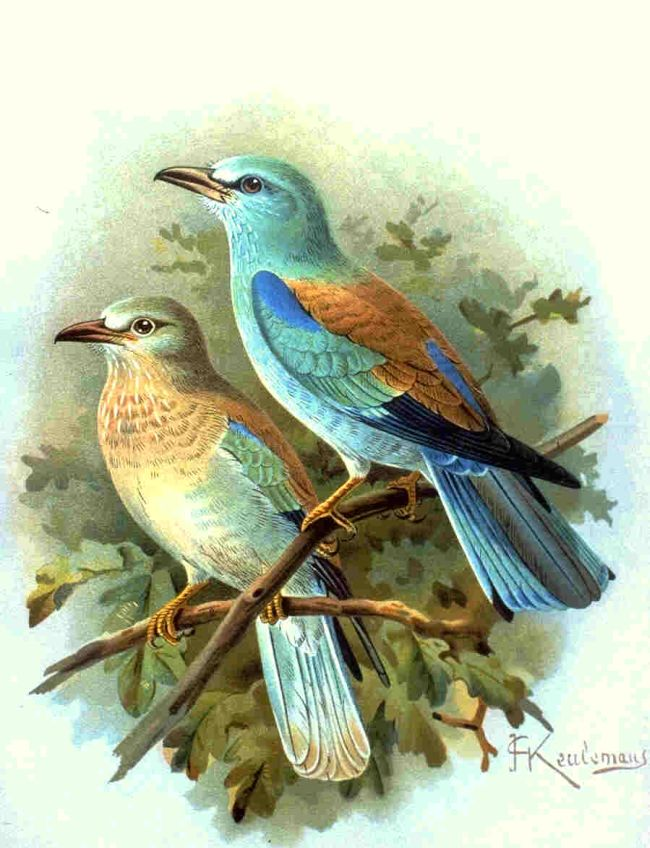
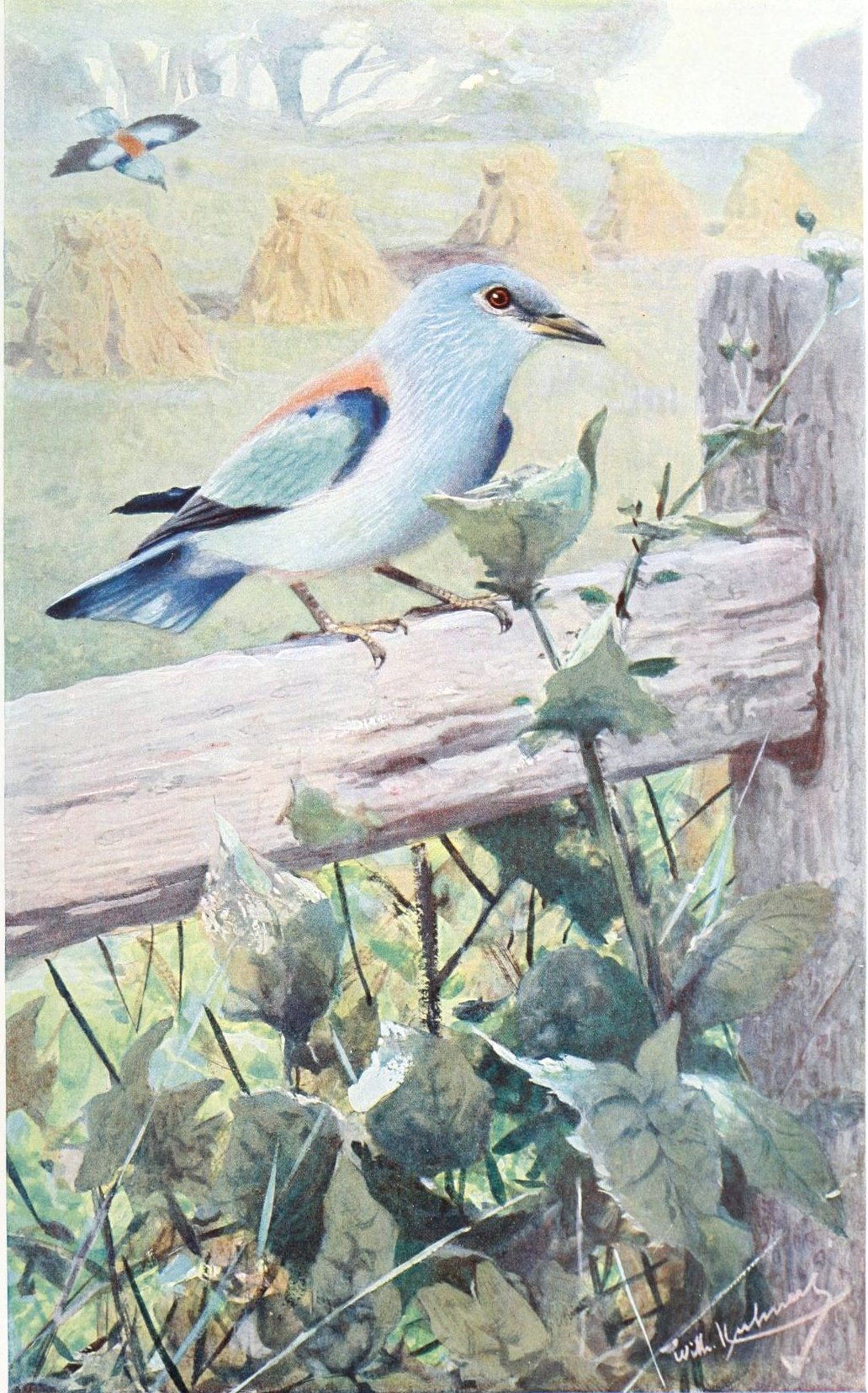
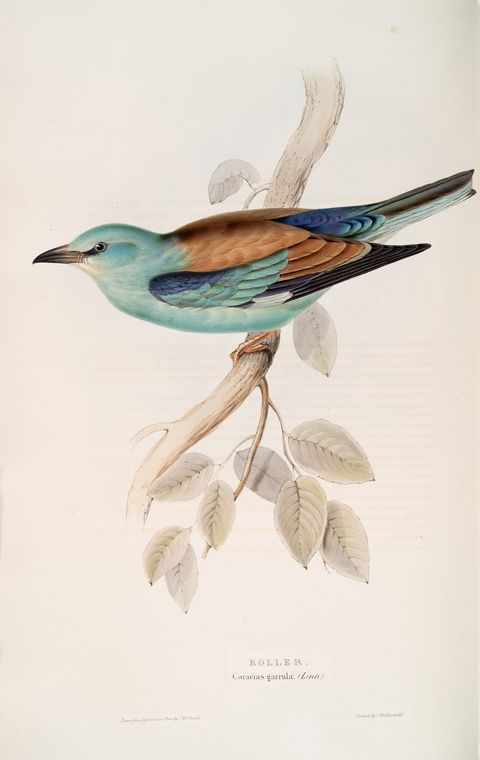
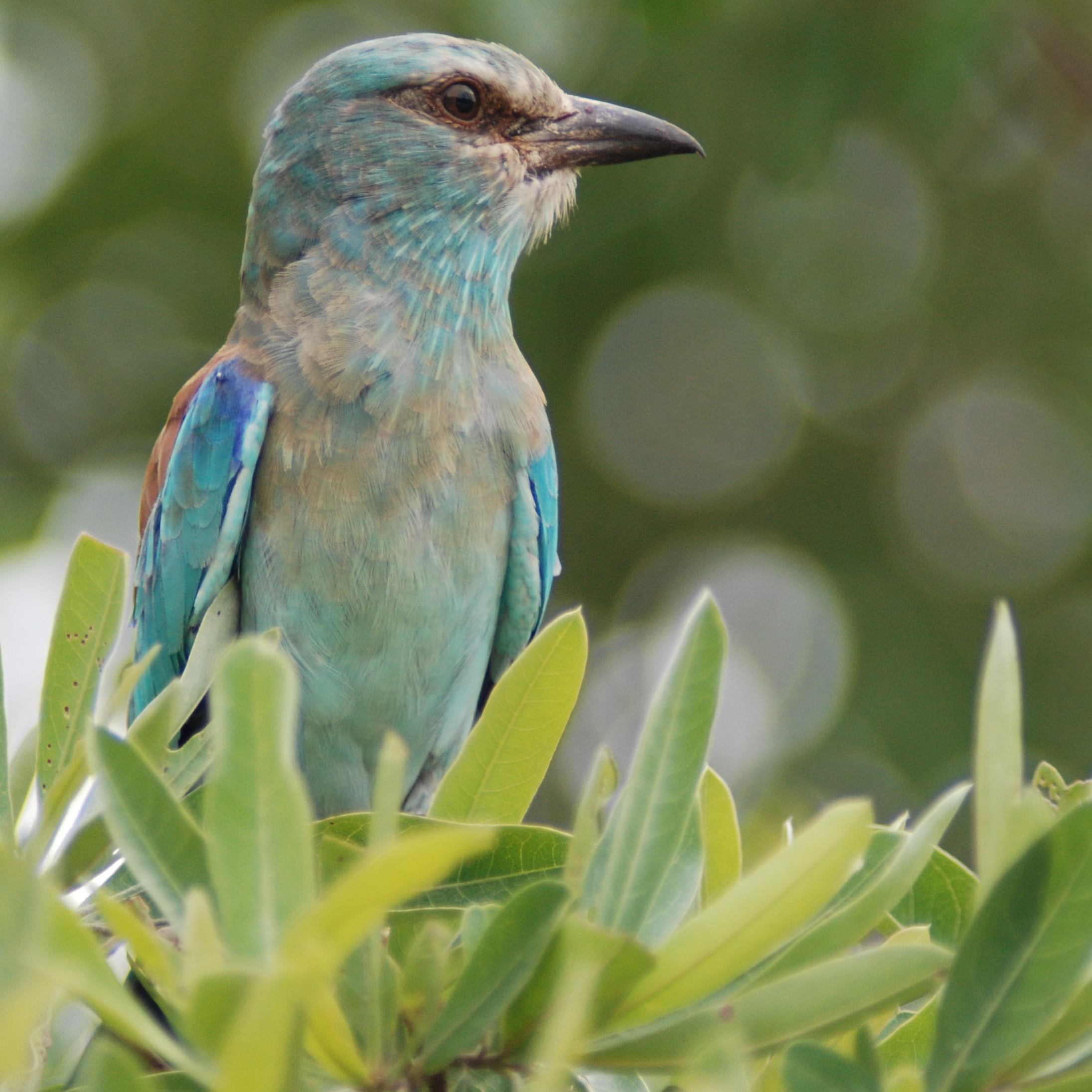
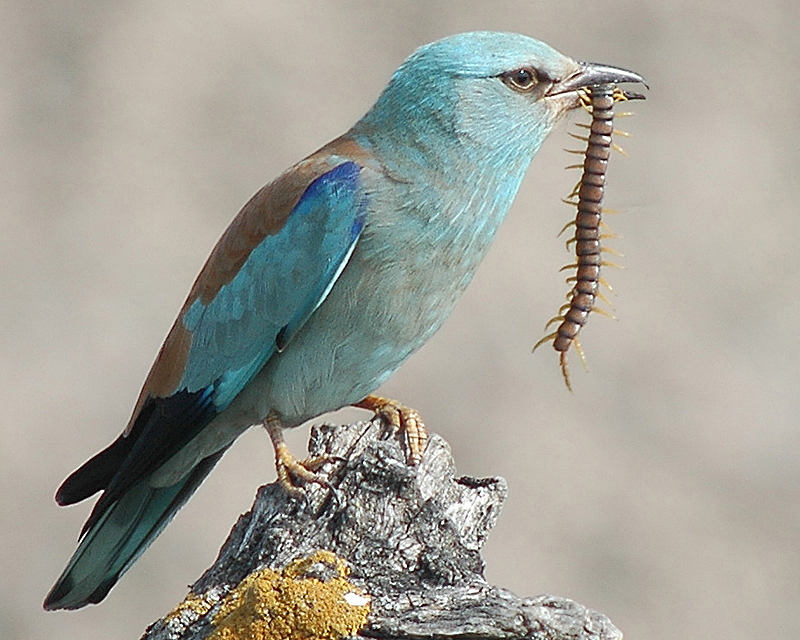
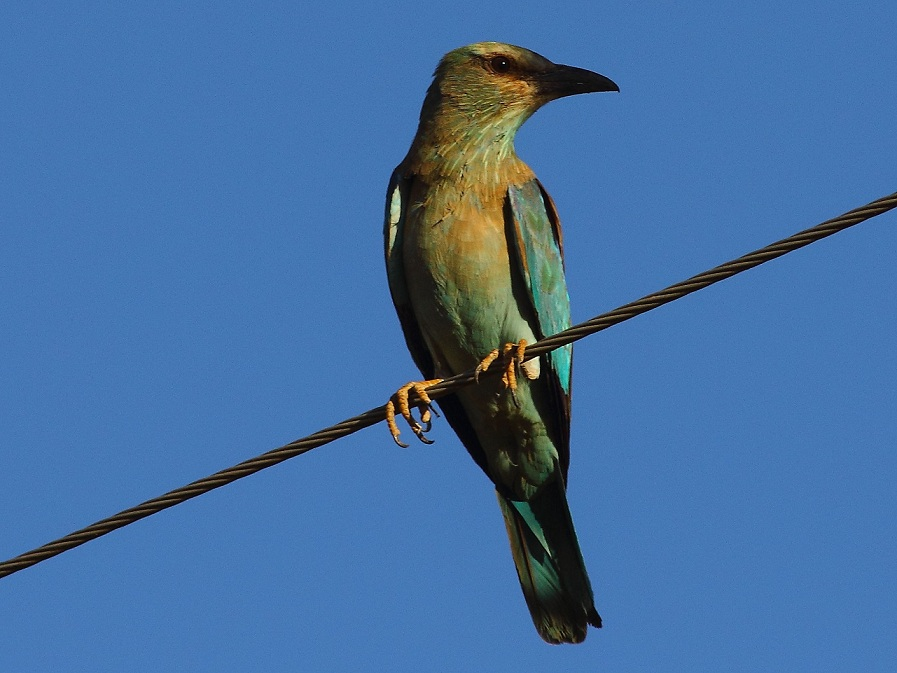
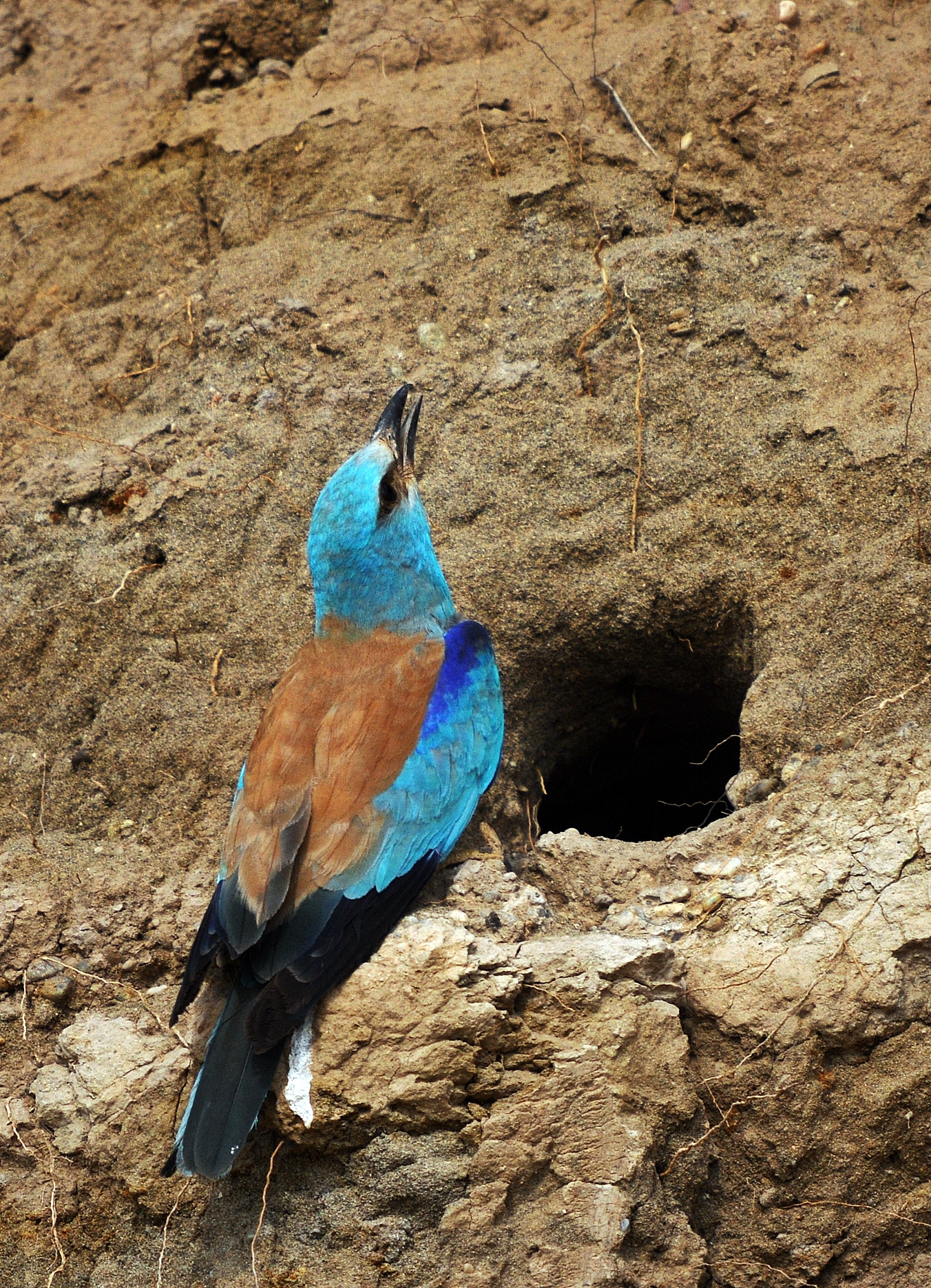
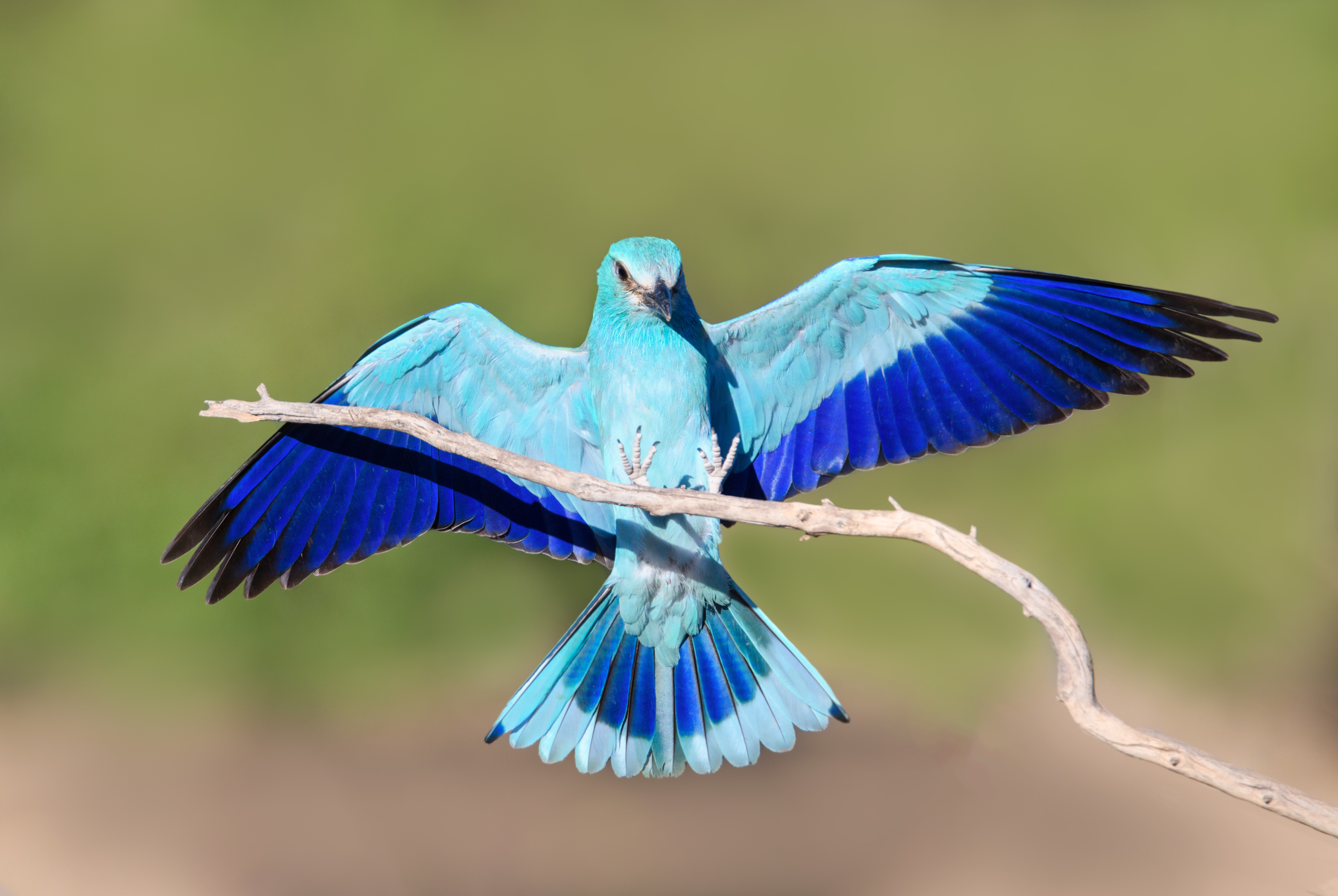